# Goldbach (Türingia)
Goldbach település Németországban, azon belül Türingiában. Lakosainak száma 1642 fő (2017. december 31.).

## Népesség
A település népességének változása:

| 2017 | 1 642 |